# Полумента
Полумента је презиме. Значајни људи са овим презименом су:
- Дадо Полумента (1982), певач
- Шако Полумента (1968), певач